# Søren Elung Jensen
Søren Elung Jensen (Odense, 7 luglio 1928 – Hellerup, 22 gennaio 2017) è stato un attore danese.

## Biografia
Figlio del mastro macellaio Niels Christian Elung Jensen e di sua moglie Selma Roland Jensen, Søren Elung Jensen si immatricolò nel 1947 presso la Facoltà di Medicina dell'Università di Aarhus, prima di iniziare a studiare al Teatro di Odense negli anni 1951-53, dove lavorò fino al 1961. Nella sua lunga carriera teatrale e di teatro televisivo ha avuto ruoli di primissimo piano e di attore caratterista con talento sia per il repertorio classico che per il teatro dell'assurdo. Tra i suoi ruoli cinematografici più significativi si segnalano Re Lear di Peter Brook e The Kingdom - Il regno di Lars von Trier. Jensen è apparso in 22 film tra il 1960 e il 1999.

## Filmografia
- Kærlighed (1960)
- Sorte Shara, regia di Sven Methling (1961)
- Støv på hjernen, regia di Poul Bang (1961)
- Flemming på kostskole, regia di Niels-Jørgen Kaiser (1961)
- Den rige enke, regia di Jon Iversen (1962)
- Det støver stadig, regia di Poul Bang (1962)
- Støv for alle pengene, regia di Poul Bang (1963)
- Tine, regia di Knud Leif Thomsen (1964)
- Farvel Thomas, regia di Henning Ørnbak (1968)
- Tænk på et tal, regia di Palle Kjærulff-Schmidt (1969)
- Mordskab, regia di Bent Christensen (1969)
- Re Lear, regia di Peter Brook (1971)
- Hjemme hos William, regia di Palle Kjærulff-Schmidt (1971)
- Kommunisten, regia di Palle Kjærulff-Schmidt (1971)
- Hotel Paradiso, regia di Preben Harris (1972)
- Dukkens død, regia di Erik Rasmussen (1972)
- Den levende vare, regia di Preben Østerfelt (1972)
- TV-stykket, regia di Klaus Hoffmeyer (1974)
- Faderen, regia di Søren Melson (1974)
- Hvor er Ulla Katrine?, regia di Preben Østerfelt (1974)
- Manden som ikke ville dø, regia di Torben Skjødt Jensen (1999)
- Besat, regia di Anders Rønnow Klarlund (1999)